# مدحت قاسم
مدحت قاسم (14 يوليو 1959 -3 أغسطس 2016) هو طبيب وممثل مصري الجنسية من أصول شامية. 

## حياته ونشأته
تخرج في كلية الطب البيطري، وتخلى عن عمله كطبيب حبًا في التمثيل. بدأ مشواره الفني في مطلع الألفية الثانية وعمل بالتليفزيون والسينما وأدى أدوارًا ثانوية مثل رجل الأعمال والمسئول الكبير والسفير وأستاذ الجامعة. شارك في أفلام وش إجرام عام 2006 وحسن طيارة عام 2008؛ كما كان له وجود في مسلسلات حبيب الروح عام 2006 وابن موت عام 2012، ورجل الأعمال اللبناني في فيلم مطب صناعي عام 2006. وتوفي في 3 أغسطس 2016.

## دراسته
درس الطب البيطري ومارس المهنة لمدة عام واحد فقط بعد تخرجه، وما لبث إلا أن انتقل إلى العمل في مجال الأدوية.

## أبناءه
تزوج قاسم من طبيبة، وأنجب منها ثلاثة من الأبناء وهم ريهام، التي درست العلاج الطبيعي، وهشام خريج كلية الآداب قسم إعلام- علاقات عامة، ومنار خريجة كلية الآداب قسم إعلام- إذاعة وتليفزيون.

## التمثيل
جاءت بدايته مع التمثيل متأخرة، وبدأها بالظهور في إعلان للمركز القومي للمرأة من إخراج طارق العريان. شارك في كليب روحي يا روحي مع اللبنانية نوال الزغبي. فيما جاءت بدايته السينمائية عام 2006 مع فيلم مطب صناعي مع أحمد حلمي، حيث ظهر بدور رجل أعمال شامي. لعب مظخره الخارجي دورًا أساسيًا في أدوراه الفنية التي لعبها، حيث انحصرت أدوراه في شخصية رجل الأعمال وصاحب قنوات فضائية ومسئول كبير.

## أعماله
- فيلم مطب صناعي 2006.
- فيلم وش إجرام 2006.
- فيلم أحلام حقيقية 2006.
- فيلم بوشكاش 2008.
- فيلم حلم العمر 2008.
- فيلم حد سامع حاجة 2009.
- فيلم الحكاية فيها منة 2009.
- فيلم حسن طيارة 2008.
- فيلم لا تراجع ولا استسلام 2010.
- فيلم بنتين من مصر 2010.
- مسلسل أزمة سكر 2010.
- مسلسل ماما في القسم 2010.
- مسلسل حبيب الروح 2006.
- مسلسل اغتيال شمس 2010.
- مسلسل منتهي العشق 2010.
- مسلسل امرأة في ورطة 2010.
- مسلسل سقوط الخلافة 2010.
- مسلسل المنتقم 2012.
- ابن موت 2012.

## روابط خارجية
- مدحت قاسم على موقع الدهليز
- مدحت قاسم على موقع قاعدة بيانات الأفلام العربية